# Capital MetroRail
Il Capital MetroRail è il servizio ferroviario suburbano a servizio dell'area metropolitana di Austin, nello Stato del Texas. Gestito dall'Herzog Transit Services, si compone di un'unica linea, denominata linea rossa (in inglese Red Line), che collega Downtown Austin con i sobborghi della città situati a nord.
Dopo una serie di ritardi nella costruzione, il servizio è stato inaugurato il 22 marzo 2010. In precedenza, il 9 dicembre 2009, la Capital Metro aveva stipulato un contratto per la gestione del servizio con l'Herzog Transit Services.

## Il servizio
| Linea       | Percorso                  | Lunghezza totale | Stazioni | Gestore                 |
| ----------- | ------------------------- | ---------------- | -------- | ----------------------- |
| Linea rossa | Leander ↔ Downtown Austin | 51 km            | 9        | Herzog Transit Services |

Dal lunedì al giovedì il servizio si compone di 38 corse, 20 in direzione Leander e 18 in direzione Downtown. A partire dal 23 marzo 2012 il servizio di venerdì e sabato è stato migliorato e dal gennaio 2017 si compone rispettivamente di 12 e 28 corse. Durante le festività il servizio è spesso prolungato.

## Progetti
Il 3 novembre 2020 gli elettori hanno approvato un referendum per finanziare un'espansione della rete MetroRail. Come parte del piano saranno realizzati una nuova linea ferroviaria suburbana e due linee tranviarie.
| Linea       | Percorso                | Lunghezza totale | Stazioni | Apertura prevista |
| ----------- | ----------------------- | ---------------- | -------- | ----------------- |
| Linea verde | Elgin ↔ Downtown Austin | 43 km            | 10       | 2033              |

Inoltre, la stazione di Kramer sulla linea rossa sarà chiusa e due nuove stazioni saranno costruite per sostituirla: McKalla Place a sud, nei pressi di Q2 Stadium, e Broadmoor a nord.